# Geoff Bodine

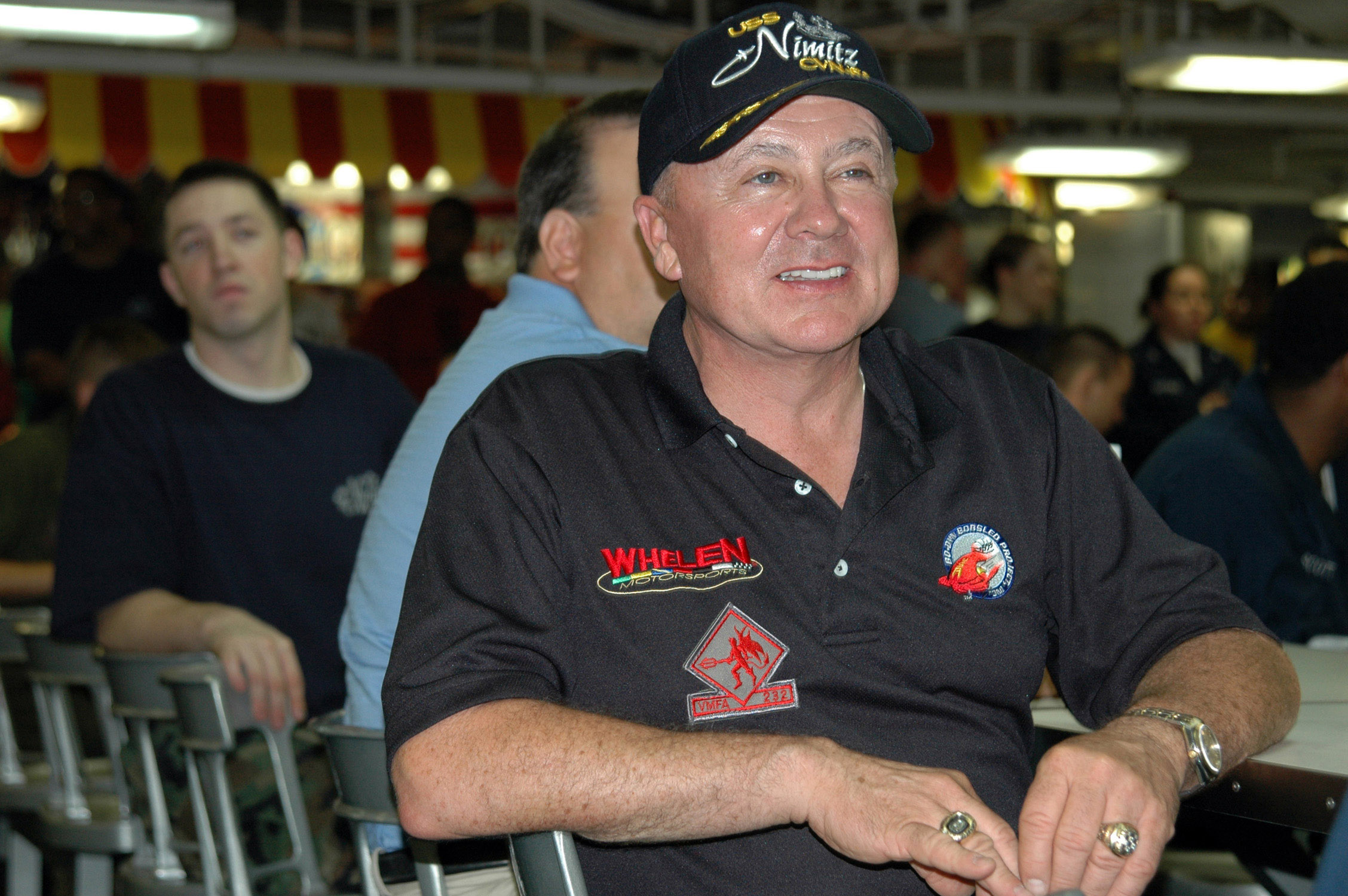
Geoff Bodine en 2007.

Geoffrey Bodine Eli (18 de abril de 1949, Chemung, Nueva York, Estados Unidos) es un retirado piloto de automovilismo de velocidad estadounidense y constructor de bobsleigh. Es el mayor de los tres hermanos Bodine (Brett Bodine y Todd Bodine). Actualmente vive en West Melbourne, Florida.
Bodine ha sido un piloto con una extensa y exitosa vida en la categoría NASCAR, conocida por ser extremadamente reñida y con una igualdad mecánica más que notable. Durante su carrera, ha conseguido obtener 18 victorias, 100 top 5 y 190 top 10 en la Copa NASCAR, destacándose un triunfo en las 500 Millas de Daytona en 1986. Resultó Novato del Año 1983, tercero en el campeonato 1990, quinto en 1985, sexto en 1988, octavo en 1986, y noveno en 1984 y 1989.
Fue piloto del equipo Hendrick desde 1984 hasta 1989 con un Chevrolet, de Junior Johnson en 1990 y 1991 con un Ford y de Bud Moore en 1992 y 1993 con Ford. Desde 1993 hasta 1997 corrió con un Ford de su propio equipo. En 1998 pilotó un Ford de Jim Mattei, y en 1999 y 2000 volvió a correr con un Chevrolet, en este caso de Joe Bessey.

## Accidente en Daytona
Durante el año 2000, en una carrera de la NASCAR Truck Series celebrada en el Daytona International Speedway, se produjo el desastre. Tras un toque en pista, viajando a plena velocidad y a tres en fondo, el bólido que pilotaba Geoffrey fue lanzado sobre el muro, directamente contra las vallas de retención. 
El bólido se incendió inmediatamente, dando vueltas de campana y siendo arrollado varias veces por los competidores que venían por detrás a toda velocidad sin poder esquivarlo a tiempo, y ardiendo, se quedó apoyado sobre un lateral, mientras los comentaristas se preparaban para lo peor. 
Aunque las vallas de retención aguantaron lo justo para no dejar que el bólido invadiera las gradas, no hubo que lamentar ninguna pérdida alguna entre los espectadores , y solamente algunos sufrieron algunas quemaduras y lesiones menores. 
Afortunadamente, y a pesar de sufrir un accidente con muy mala pinta, con la estructura del bólido sin parte del techo y siendo un amasijo de hierros, Geoff Bodine sólo sufrió laceraciones y lesiones que no ponían en riesgo su vida. 
Tras un período de recuperación de sus lesiones, volvió a pilotar de nuevo poco después, continuando con su carrera en los circuitos de toda Norteamérica. 
Fue un alivio que superase sin secuelas aquel serio accidente y, más aún, teniendo en cuenta que varios pilotos de la NASCAR y de algunas categorías inferiores familiarizadas con ésta murieron durante 2000 y 2001 corriendo por las pistas. Esto trajo como consecuencia la implementación obligatoria del sistema HANS a partir del año 2002.
A continuación, Bodine corrió en las diferentes divisiones de la Copa NASCAR de manera esporádica hasta 2011, el año de su retirada definitiva.